# علف مارماهی کوتوله
علف مارماهی کوتوله (نام علمی: Zostera noltei) نام یک گونه از سرده نواری است.